# Nikolaus Dumba

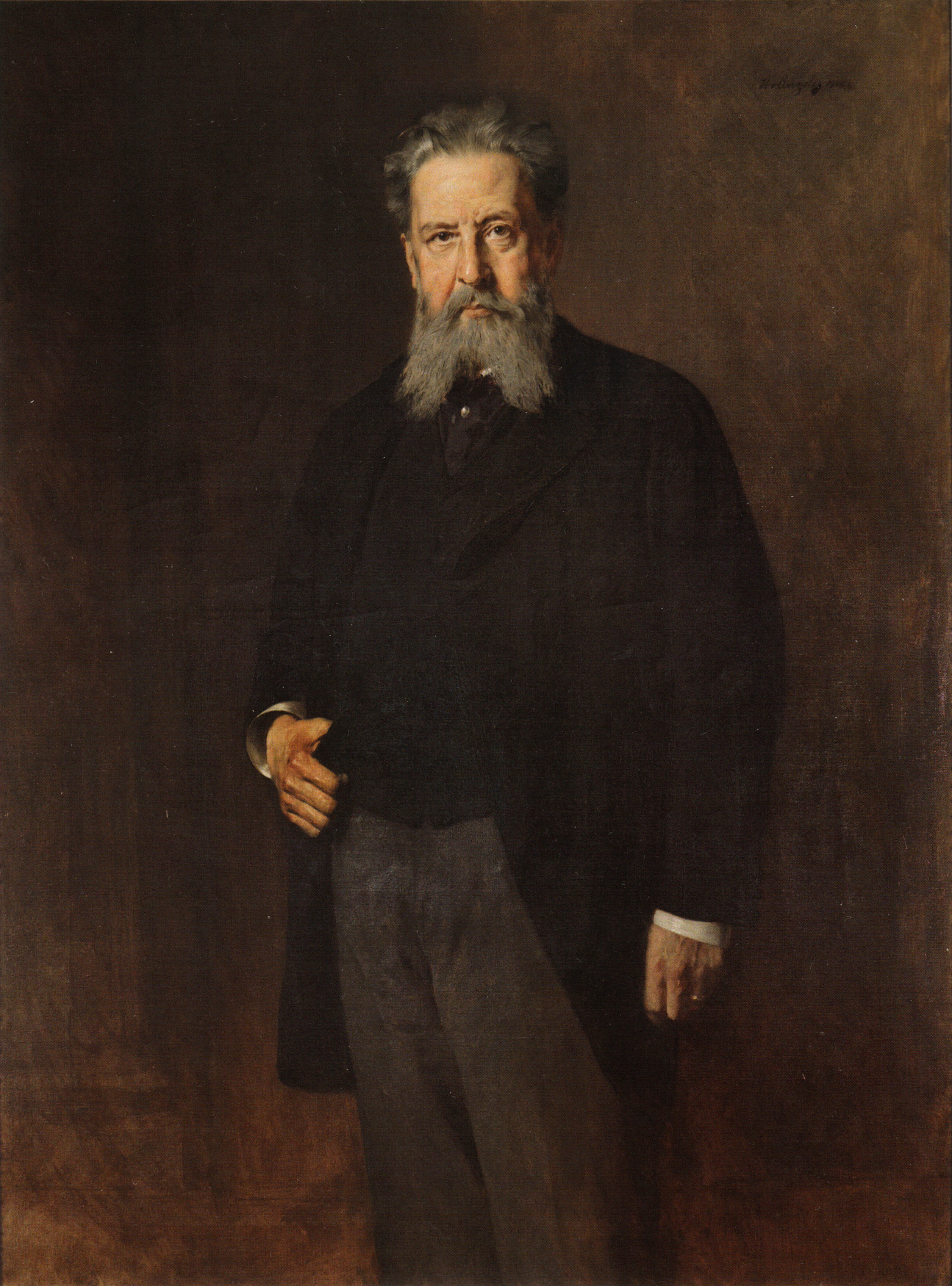
Nikolaus Dumba, porträtiert von Heinrich von Angeli (1900)

Nikolaus Dumba (Νικόλαος Δούμπας, Nicolae Dumba * 24. Juli 1830 in Wien; † 23. März 1900 in Budapest) war ein österreichischer Industrieller und liberaler Politiker griechisch-aromunischer Abstammung aus Nordgriechenland. Er galt als ein wichtiger Kunstmäzen und -sammler sowie Förderer des Musiklebens in Wien.

## Biografie

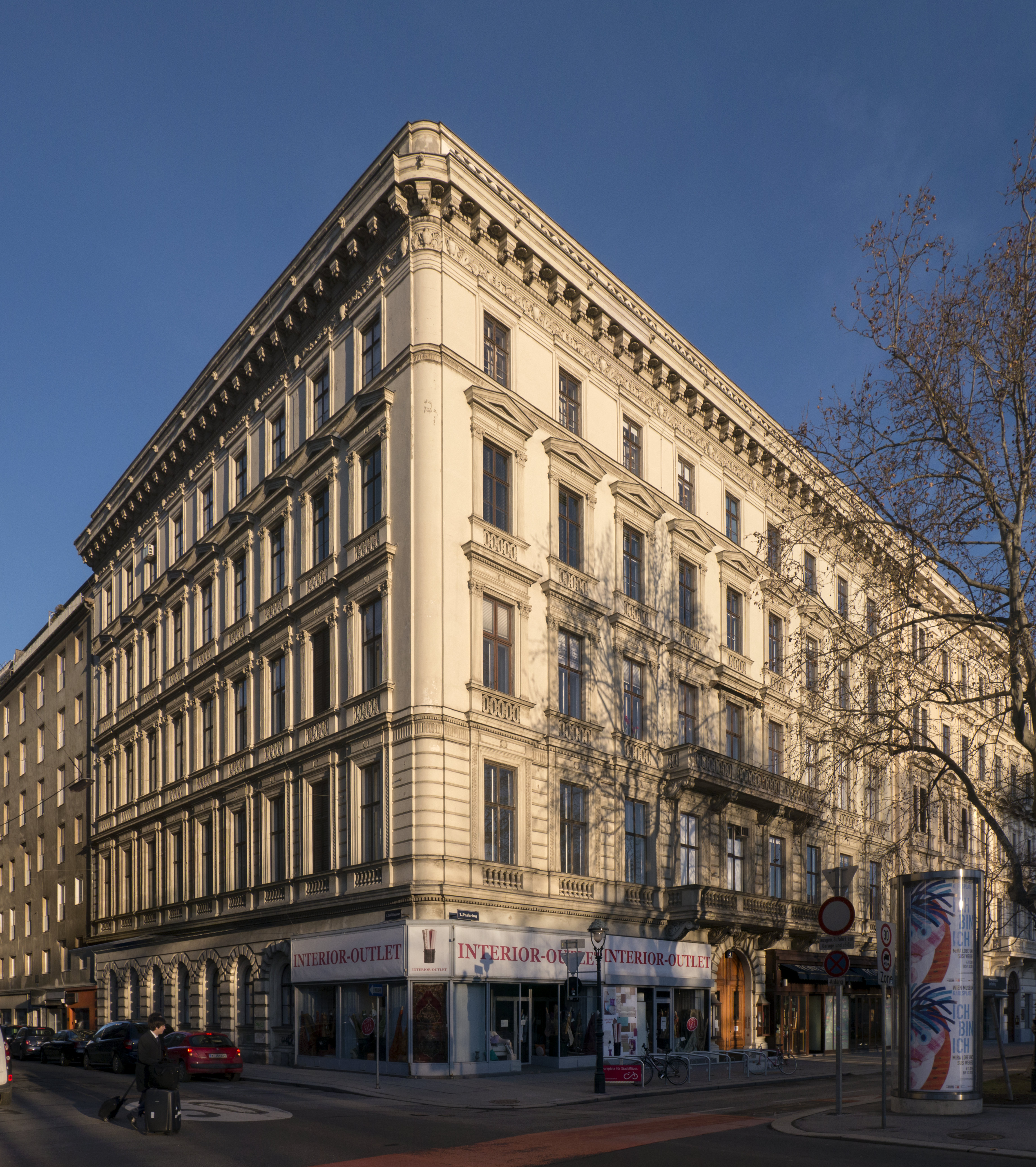
Palais Dumba, Wien, Parkring 4

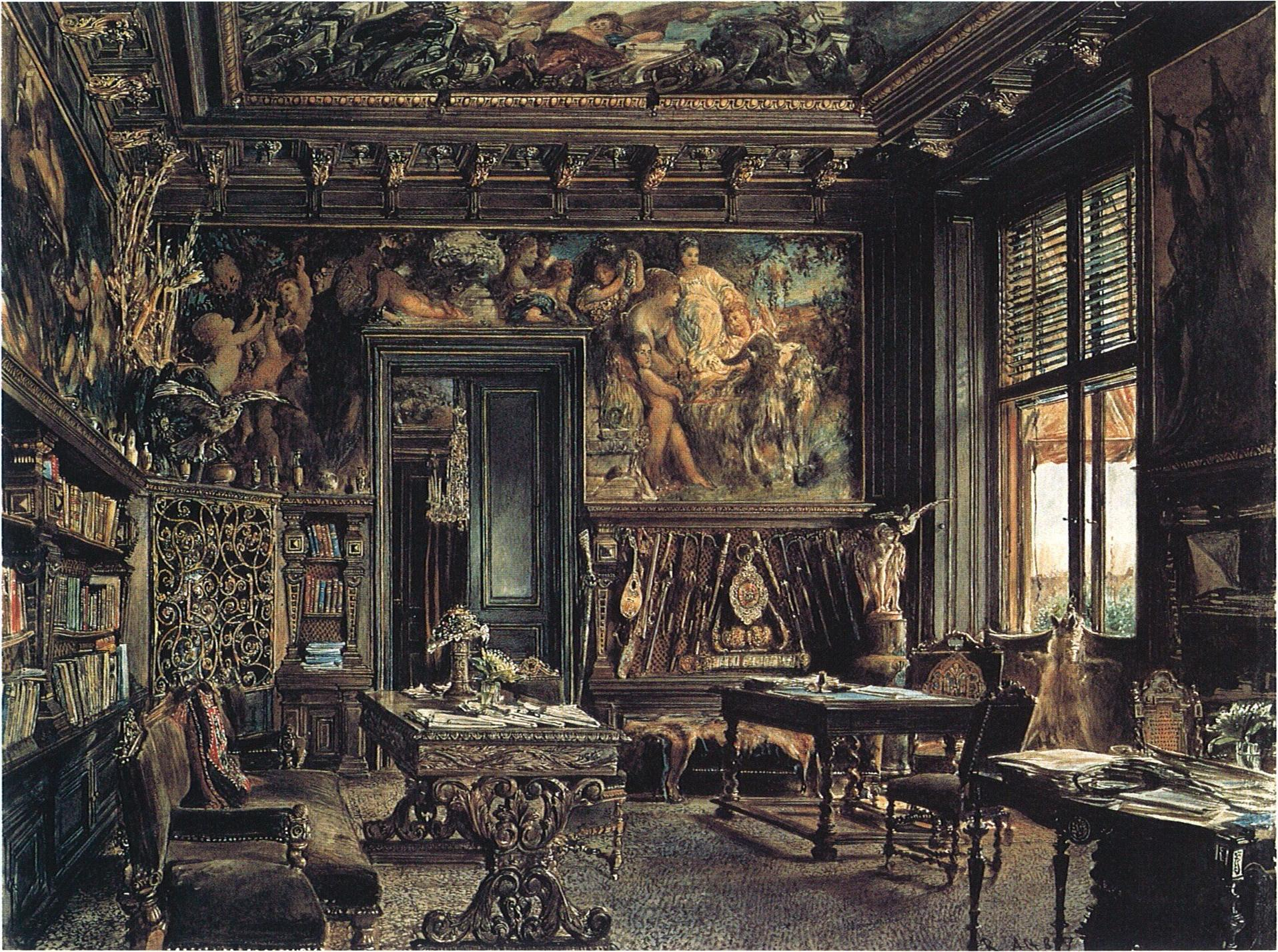
Das Makart-Zimmer im Palais Dumba

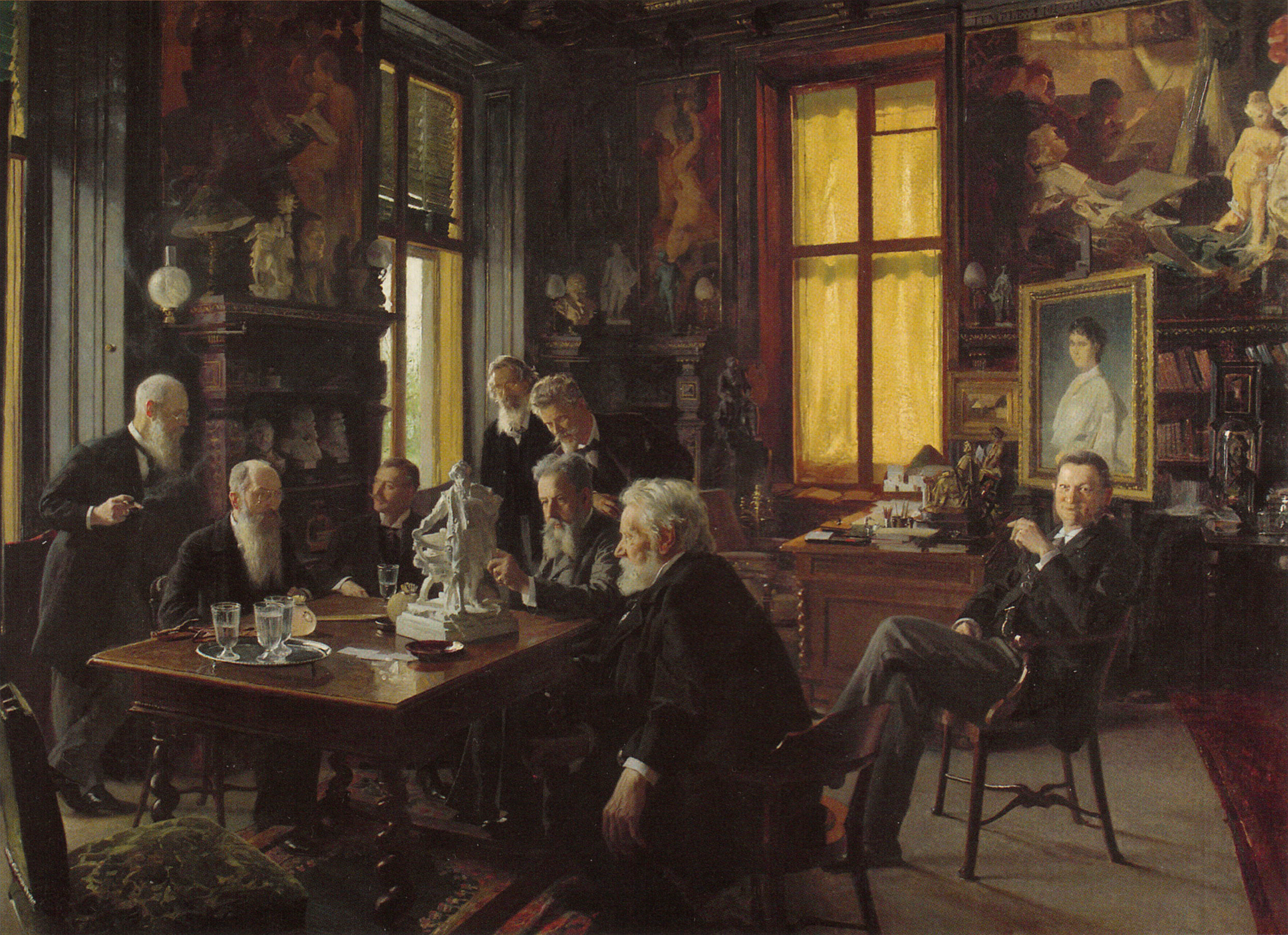
Sitzung des Makart-Komitees im Palais Dumba (Nikolaus Dumba im Zentrum)

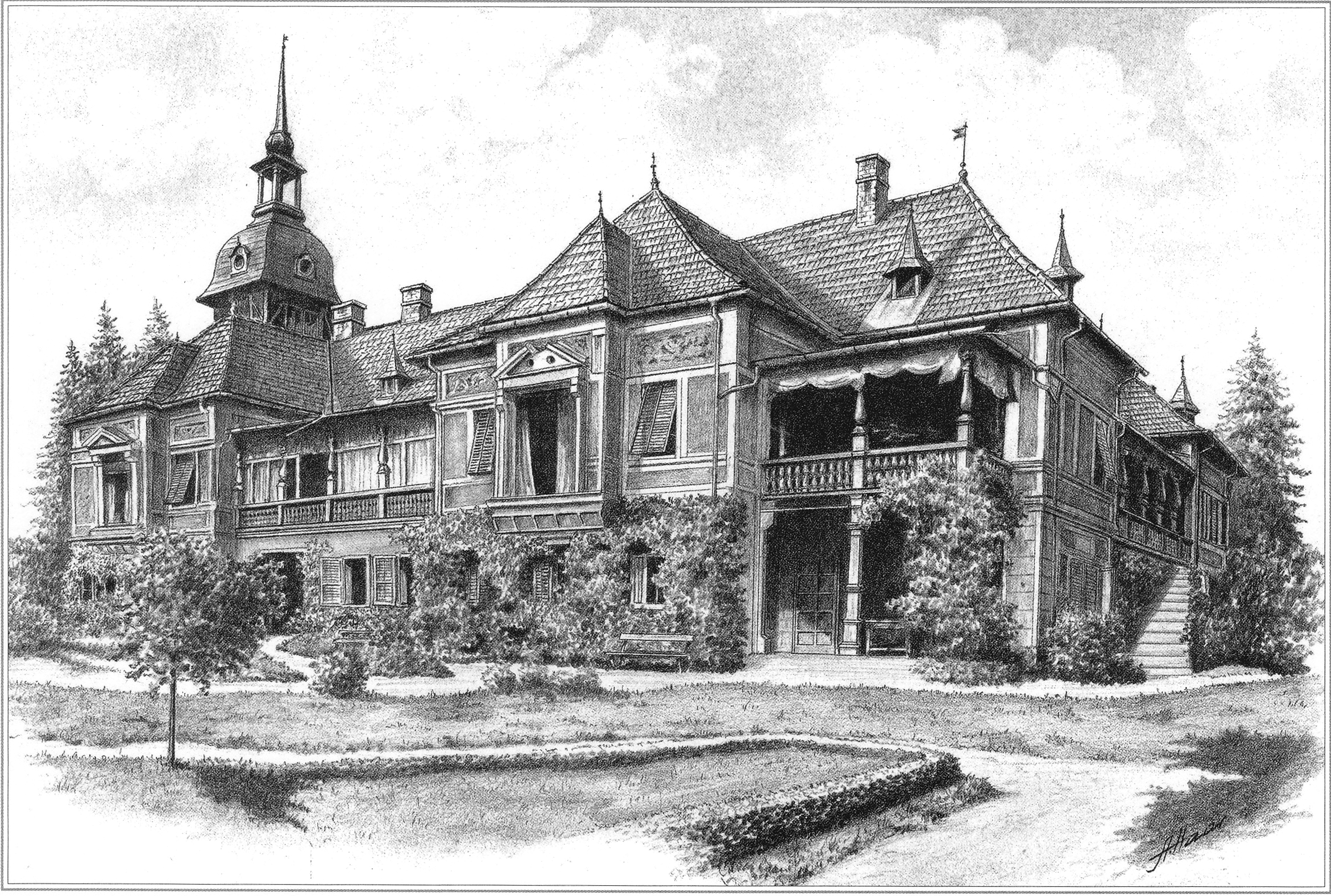
Die Liezener Dumba-Villa um 1880

Der Vater von Nikolaus Dumba, Stergios Dumba (1794–1870), war 1817 aus Vlasti, einem Dorf in Makedonien, nach Wien emigriert, wo er sich als Händler niederließ. Das von ihm im Baumwollhandel erwirtschaftete Vermögen ermöglichte ihm 1865 die Errichtung des heutigen Palais Dumba durch das bekannten Wiener Architektenduo Johann Romano von Ringe und August Schwendenwein von Lonauberg im Wiener Neorenaissancestil.
Nikolaus Dumba besuchte das Akademische Gymnasium. In ihm wurden seine humanistischen wie künstlerischen Begabungen erkannt und gefördert. Die Revolutionszeit in den Jahren 1847 und 1848 verbrachte er mit seinem Bruder Michael beim österreichischen Gesandten Graf Prokesch-Osten in Athen. Im Jahr 1852 reiste er mit dem Weltreisenden Alexander Ziegler nach Ägypten.
Hochgebildet, schlug er entgegen seiner Ausbildung und seinen Fähigkeiten eine kaufmännische Laufbahn ein. Von seinem Cousin Theodor (1818–1880) übernahm er die exportorientierte k. k. priv. Baumwollgarn-Spinnerei in Tattendorf (Niederösterreich), die damals um die 180 Mitarbeiter beschäftigte und die er zu einem hochprofitablen Unternehmen ausbaute. Diese finanzielle Basis ermöglichte ihm, sich weiter den von ihm bevorzugten Gebieten widmen zu können. Dumba wurde durch den Kaiser ins Herrenhaus des Reichsrates berufen und war in dieser Rolle auch politisch aktiv.
In Liezen (Obersteiermark), wo Nikolaus Dumba seit spätestens 1861 jährlich die Sommer- und Herbstsaison verbrachte, hatte er zunächst eine Gutsanlage mit (erhaltenem) Herrenhaus in Fachwerk errichtet, dem 1874/75 ein (1960 abgebrochenes) Jagdschloss nach Plänen des Wiener Architekten August Krumholz folgte. 1892 erwarb er das unmittelbar benachbarte Schloss Grafenegg, das er historistisch ausbaute.
1863 heiratete Dumba die aus einer griechischen Bankiersfamilie in Budapest stammende Marie Manno, ihre gemeinsame Tochter Irene (1864–1920) blieb unverheiratet. Sein Neffe und Erbe Konstantin Dumba wurde Diplomat und war zeit seines Lebens Pazifist.
Nikolaus Dumba verstarb unerwartet 1900 in Budapest nach der Teilnahme an einer Redaktionssitzung zur Österreichisch-ungarischen Monarchie in Wort und Bild. Sein von Edmund Hellmer gestaltetes Ehrengrab befindet sich auf dem Wiener Zentralfriedhof (Gruppe 32 A, Nummer 25).

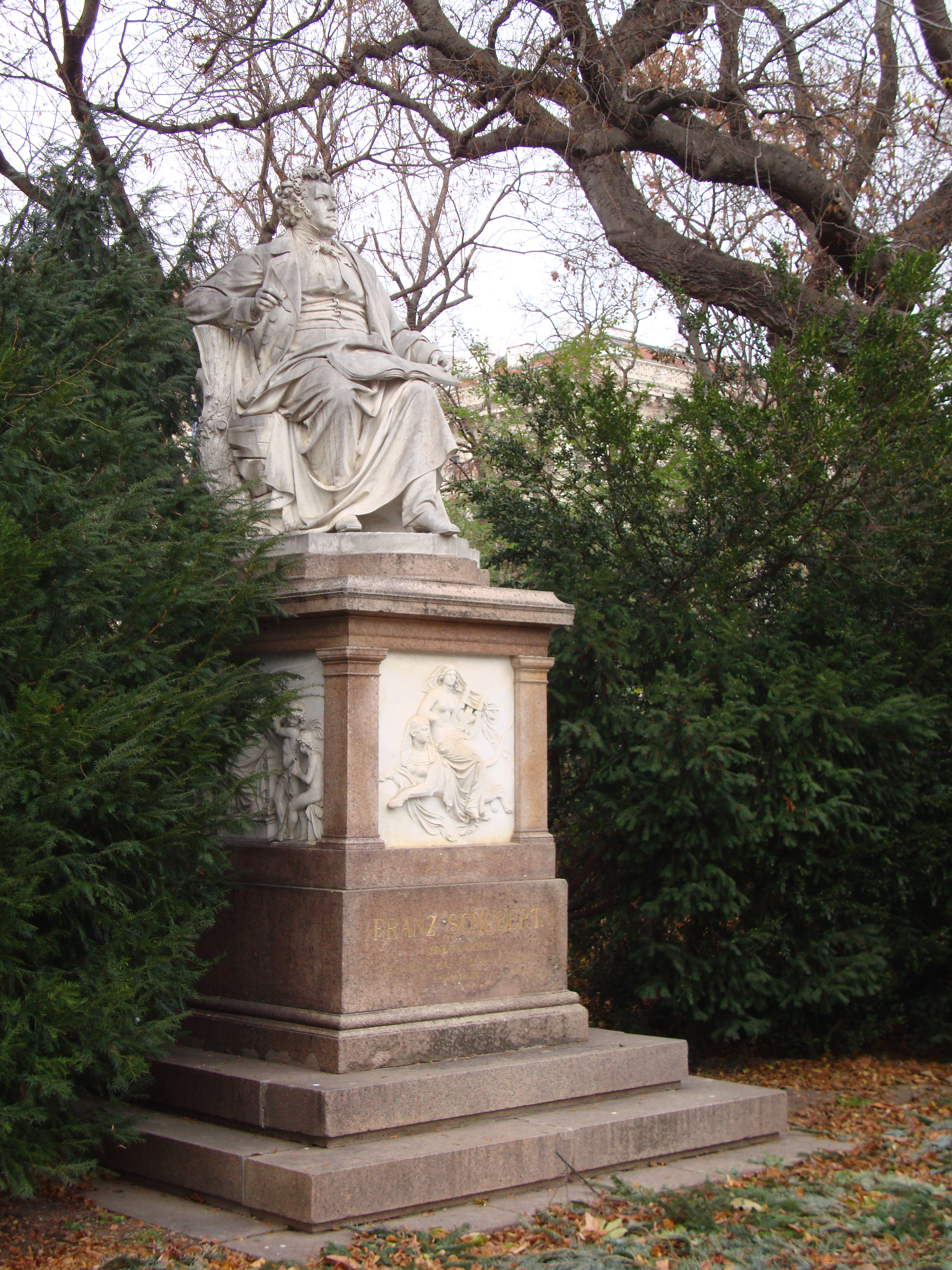
Schubert-Denkmal vor Dumbas Palais

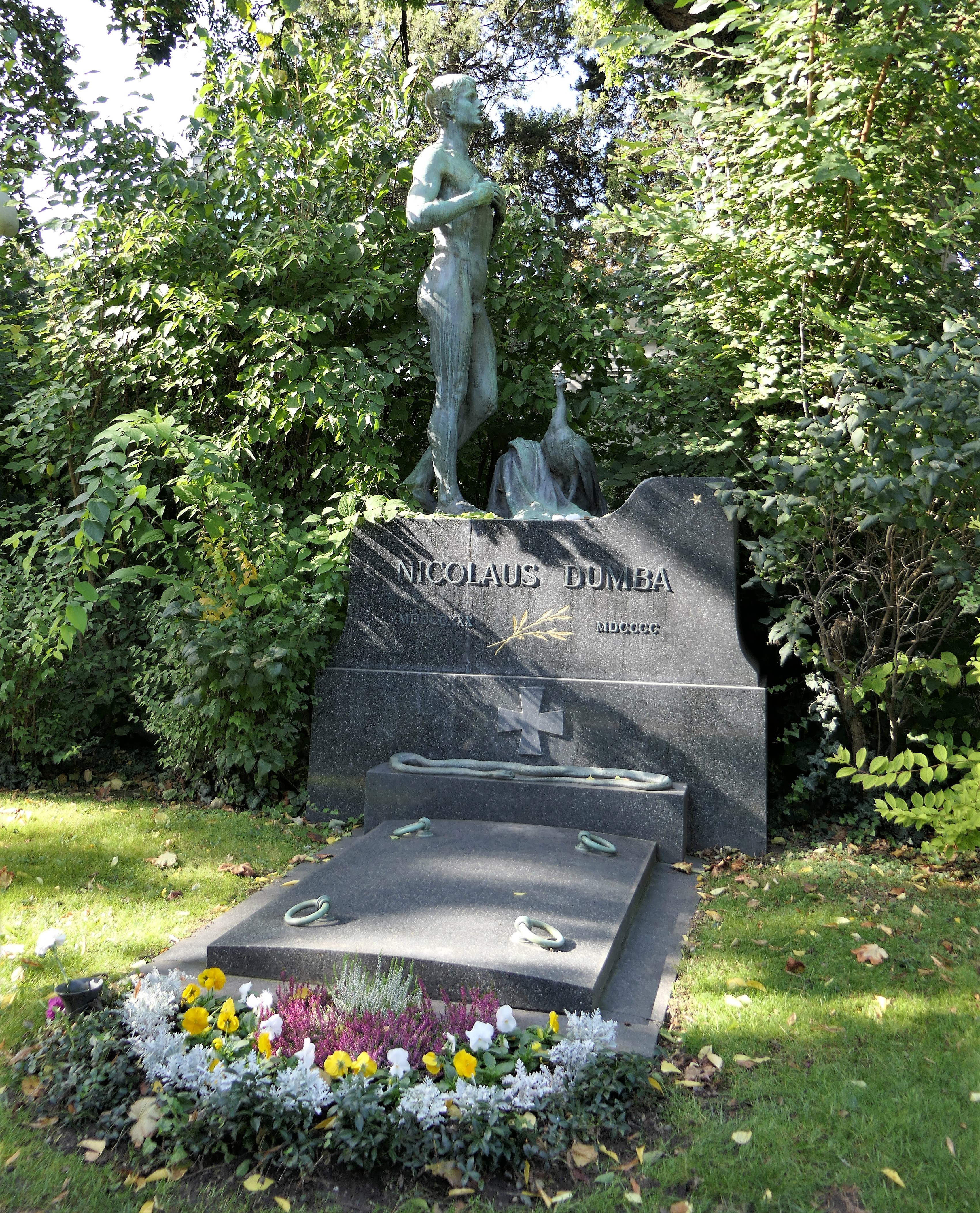
Dumba-Grab am Zentralfriedhof

## Mäzen
Durch seine Ehrenmitgliedschaft im Wiener Künstlerverein und der Akademie der bildenden Künste übte Dumba einen wichtigen Einfluss auf die Kunstförderung der Zeit aus. Wesentlich beteiligt war er an der Berufung von Hans Makart, dem er den Auftrag zur Ausgestaltung seines Arbeitszimmers im Palais Dumba übertrug, während Gustav Klimt das Musikzimmer gestaltete. Zu den zahlreichen von Dumba geförderten Künstlern gehörten u. a. die Maler Rudolf von Alt, Heinrich von Angeli, Carl Haunold und Carl Pischinger sowie die Bildhauer Carl Kundmann, Viktor Tilgner, Caspar von Zumbusch und Rudolf Weyr. In seiner Eigenschaft als Abgeordneter regte er die Errichtung zahlreicher Denkmäler für Komponisten an.
Nikolaus Dumba pflegte auch Kontakte zu Johannes Brahms, Richard Wagner, Johann Strauss und Robert Fuchs, der ihm seine Serenade Nr. 1 (op. 9) widmete. Selbst ein anerkannter Liedinterpret (Bariton), galt seine Vorliebe Franz Schubert. Die Leidenschaft für Musik teilte er mit dem Chirurgen Theodor Billroth, mit dem er eine Freundschaft pflegte.
Als Förderer der Musik übte Dumba unter anderem auch das Amt des Vizepräsidenten der Gesellschaft der Musikfreunde in Wien aus. Für den Wiener Männergesang-Verein, dem Nikolaus Dumba von 1865 bis 1872 vorstand, komponierte Johann Strauss (Sohn) den Walzer An der schönen blauen Donau als Chorwalzer, ihm selbst widmete der Komponist den Chorwalzer Neu-Wien. Nikolaus Dumba hinterließ dem Chor 50.000 Gulden, um diesen „vortrefflichen, künstlerisch fühlenden Verein“ vor Existenzsorgen zu bewahren. Er verknüpfte damit die Bitte: „Von Zeit zu Zeit soll zur Erinnerung an mich eine musikalische Aufführung in einer Kirche veranstaltet werden“ und verfügte außerdem: „Niemals darf das Geld zu einem Bau verwendet werden“. Die Tradition der „Dumba-Messen“, bei denen meist Franz Schuberts Deutsche Messe aufgeführt wird, hat sich bis heute erhalten.
Als geschäftsführender Leiter des Wiener Musikvereins war Dumba maßgeblich für die Errichtung des Musikvereinsgebäudes durch Theophil Hansen, als Mitbegründer und Kurator des Österreichischen Museums für Kunst und Industrie für die des Museumsbaus durch Heinrich Ferstel.

### Wohltäter in Griechenland
Während eines Besuchs in Athen mit seiner Frau Marie stiftete er der Athener Universität Mittel für deren Inneneinrichtung. Der Stadt Serres, die in der Nähe seines väterlichen Heimatdorfs liegt, stiftete er das Waisenhaus (heute Kindertagesstätte) und leistete einen bedeutenden Beitrag zum Bau der Berufsschule. Diverse Quellen nennen als Inspiration für dieses sehr problemorientierte Stiften das Wirken des Wohltäters Georgios Averoff, mit dem er befreundet war und der ihn zu einem Engagement motiviert haben soll.

## Politische Funktionen
Dumba war Vorsitzender der griechischen Gemeinde St. Georg und Vizepräsident der Gesellschaft der Musikfreunde in Wien. 1870 wurde er Mitglied des Niederösterreichischen Landtages bis 1896, wobei er bald in den Finanzausschuss, später auch in den Schulausschuss und in den Armengesetzausschuss gewählt wurde und teilweise auch den Obmann oder dessen Stellvertreter abgab. 1885 wurde er vom Kaiser auf Lebenszeit zum Mitglied des Herrenhauses, das Oberhaus des österreichischen Reichsrates, ernannt. Seit 1866 war Dumba osmanischer Generalkonsul in Wien.

## Nachlass
Durch die testamentarische Schenkung von 200 Schubert-Autographen an die Stadt Wien legte Dumba den Grundstein zu einer der größten Musiksammlungen der Welt in der heutigen Wienbibliothek im Rathaus (Wiener Stadtbibliothek).
Dumbas Sammlung von Schubertiana bildet heute den Grundstock der Schubert-Sammlung, die 2001 zum Weltdokumentenerbe erklärt wurde.

## Ehrungen
- Mitglied (1870) und Ehrenmitglied der Akademie der bildenden Künste Wien (1880)
- Ehrenmitglied der Gesellschaft der Musikfreunde in Wien (1877)
- Ehrenbürger von Wien (25. Juli 1890)
- Komturkreuz des k. Österreichisch-kaiserlichen Leopold-Ordens
- Orden der Eisernen Krone II. Klasse
- Ritterkreuz des Franz-Joseph-Ordens
- Kaiserlich ottomanischer Mecidiye-Orden II. Klasse
- Großkommandeur-Kreuz des k. Griechischen Erlöser-Ordens
- Großoffizierskreuz der k. rumänischen Ordens der Krone von Rumänien
- Komturkreuz I. Klasse des großherzoglichen Sachsen-Weimarischen Hausordens vom Weißen Falken
- Die Dumbastraße verläuft vom Ring aus rechts des Hotels Imperial und mündet auf den Musikvereinsplatz. Die Straße hieß zunächst Künstlergasse (Erstnennung in Lehmann 1870; nach dem 1865–1868 errichteten Künstlerhaus, von dem eine Seitenfront an die Straße angrenzte). 1900 wurde die Verkehrsfläche – auf Stadtratsbeschluss vom 28. März – nach Dumba benannt. Die Hauptfront des Musikvereinsgebäudes lag bis 2012 an der Dumbastraße (seither heißt der Platz zwischen Künstlerhaus und Musikverein Musikvereinsplatz).

Weitere Plätze und Straßen in Österreich tragen Dumbas Namen.
- 1900 Medaille auf seinen Tod, 55 mm, gewidmet von der Ersten Österreichischen Sparkasse für ihren verewigten Oberkurator. Medailleur: Anton Scharff (1845–1903).[13]

## Briefe
- Briefwechsel Clara Schumanns mit Maria und Richard Fellinger, Anna Franz geb. Wittgenstein, Max Kalbeck und anderen Korrespondenten in Österreich, hrsg. von Klaus Martin Kopitz, Anselm Eber und Thomas Synofzik (= Schumann-Briefedition, Serie II, Band 4), Köln 2020, S. 721–738